# Bolsoje Ignatovó-i járás
A Bolsoje Ignatovó-i járás (oroszul Большеигнатовский район, erza nyelven Покш Игнадбуе, moksa nyelven Оцю Игнатовань район) Oroszország egyik járása Mordvinföldön. Székhelye Bolsoje Ignatovo.

## Népesség
- 1989-ben 10 615 lakosa volt.
- 2002-ben 9 483 lakosa volt, melynek 65%-a erza, 34%-a orosz.
- 2010-ben 8 313 lakosa volt, melynek 83,5%-a erza, 15,9%-a orosz.